# Paquet de Bali
Le Paquet de Bali est un ensemble de mesures qui ont été adoptées le 7 décembre 2013 dans le cadre de l'Organisation mondiale du commerce à l'issue de la conférence ministérielle de l’OMC qui s'est tenue à Bali, postérieurement à l'échec du cycle de Doha. Il s'agit du premier accord multilatéral signé depuis la création de l’organisation en 1995.

## Le contenu de l'accord
Les trois piliers de l'accord sont :
1. la facilitation des échanges commerciaux : les mesures prises visent à réduire la bureaucratie aux frontières ;
2. l'aide au développement des pays les moins avancés : il est prévu une exemption accrue des droits de douane aux produits provenant des pays les moins avancés ;
3. l’agriculture : engagement renouvelé à réduire les subventions à l'exportation.

## Succès ou échec?
La signature du Paquet de Bali est présentée par le Brésilien Roberto Azevedo, Directeur de l'OMC, comme une réussite historique. L'organisation avance même les chiffres de 1000 milliards de dollars de richesse et de plusieurs millions d'emplois créés. Mais pour de nombreux économistes, cet accord est loin de l'ambition initiale du cycle de Doha. En effet de nombreux domaines ne sont pas couverts par cet accord, comme les subventions agricoles à l’exportation ou encore le commerce électronique.
Ainsi, le Paquet de Bali a été qualifié par certains experts de Doha Light, car il ne couvre qu'une faible proportion des objectifs du cycle de Doha.